# Đo lường

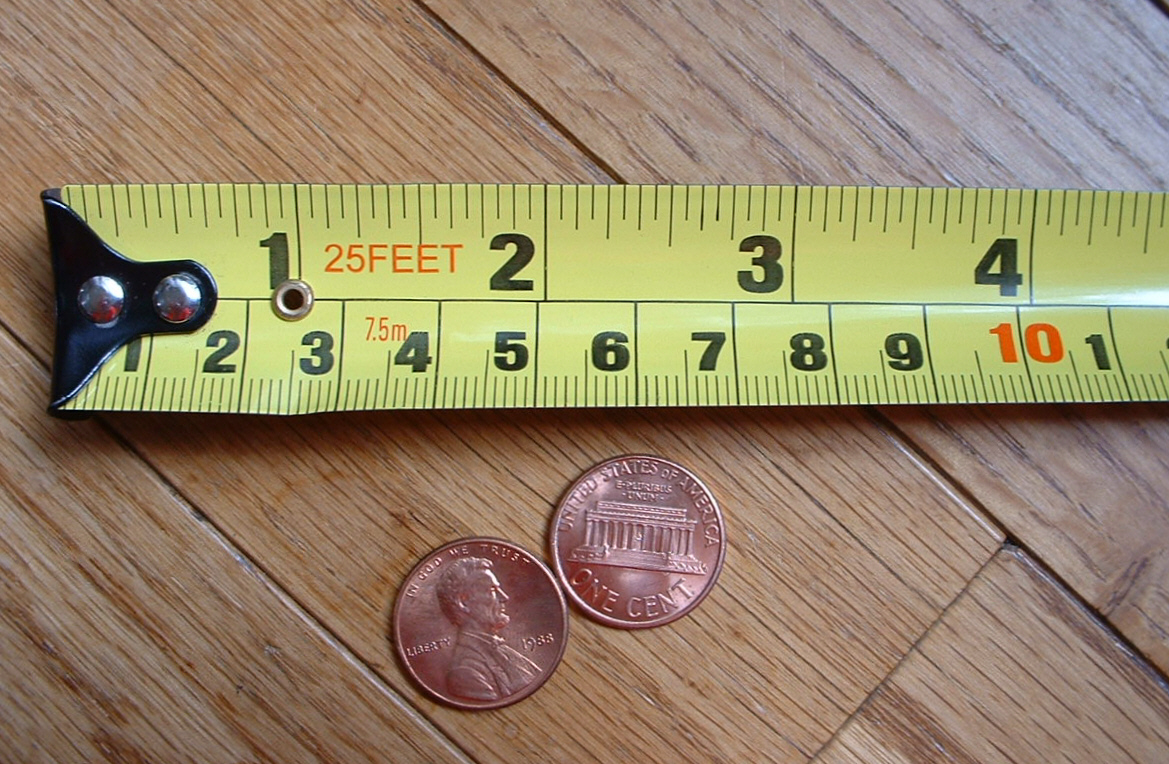
Một chiếc thước cuộn thép với cả đơn vị đo lường hệ mét và đơn vị đo lường của Anh đặc cạnh hai đồng xu Mỹ để so sánh.

Đo lường là việc gán một số cho một đặc tính của một đối tượng hoặc sự kiện, có thể được so sánh với các đối tượng hoặc sự kiện khác. Phạm vi và ứng dụng của đo lường phụ thuộc vào bối cảnh và quy tắc. Trong khoa học tự nhiên và kỹ thuật, các phép đo không áp dụng cho các tính chất danh nghĩa của các vật thể hoặc sự kiện, phù hợp với hướng dẫn của International vocabulary of metrology (từ vựng quốc tế về đo lường) được Văn phòng Cân đo Quốc tế công bố. Tuy nhiên, trong các lĩnh vực khác như thống kê cũng như khoa học xã hội và khoa học hành vi, các phép đo có thể có nhiều cấp độ, bao gồm thang đo danh nghĩa, thứ tự, khoảng thời gian và tỷ lệ.
Đo lường là nền tảng của thương mại, khoa học, công nghệ và nghiên cứu định lượng trong nhiều lĩnh vực. Trong lịch sử, nhiều hệ thống đo lường tồn tại cho các lĩnh vực khác nhau của con người để tạo điều kiện so sánh trong các lĩnh vực này. Thông thường những điều này đã đạt được bởi các thỏa thuận địa phương giữa các đối tác thương mại hoặc cộng tác viên. Từ thế kỷ 18, các phát triển đã tiến tới thống nhất, các tiêu chuẩn được chấp nhận rộng rãi dẫn đến Hệ thống Đơn vị Quốc tế (SI) hiện đại. Hệ thống này giảm tất cả các phép đo vật lý thành một tổ hợp toán học gồm bảy đơn vị cơ sở. Khoa học về đo lường được theo đuổi trong lĩnh vực đo lường học.

## Phương pháp luận
Việc đo lường một thuộc tính có thể được phân loại theo các tiêu chí sau: loại, cường độ, đơn vị và độ không chắc chắn.    Chúng cho phép so sánh rõ ràng giữa các phép đo.
- Cấp độ đo lường là một phân loại cho đặc tính phương pháp luận của một so sánh. Ví dụ, hai trạng thái của một tài sản có thể được so sánh theo tỷ lệ, chênh lệch hoặc ưu tiên thứ tự. Loại thường không được thể hiện rõ ràng, nhưng ẩn trong định nghĩa của quy trình đo.
- Độ lớn/cường độ là giá trị số của đặc tính, thường thu được bằng dụng cụ đo được chọn phù hợp.
- Một đơn vị gán một hệ số trọng số toán học cho độ lớn có nguồn gốc là tỷ lệ với tính chất của một vật phẩm được sử dụng làm tiêu chuẩn hoặc đại lượng vật lý tự nhiên.
- Độ không đảm bảo đại diện cho các lỗi ngẫu nhiên và hệ thống của quy trình đo; nó chỉ ra mức độ tin cậy trong phép đo. Các lỗi được đánh giá bằng các phép đo lặp lại một cách có phương pháp và xem xét độ chính xác và tính chính xác của dụng cụ đo.

## Tiêu chuẩn hóa các đơn vị đo lường

Bảy đơn vị cơ sở trong hệ thống SI. Mũi tên chỉ từ đơn vị đến những đơn vị phụ thuộc vào nó.

Các phép đo thường sử dụng Hệ thống đơn vị quốc tế (SI) làm khung so sánh. Hệ thống xác định bảy đơn vị cơ bản: kilôgam, mét, candela, giây, ampere, kelvin và mol. Sáu trong số các đơn vị này được xác định mà không cần tham chiếu đến một vật thể cụ thể đóng vai trò là một tiêu chuẩn (không có tạo tác), trong khi kilôgam vẫn được thể hiện trong một vật phẩm nằm tại trụ sở của Văn phòng cân đo Quốc tế ở Sèvres gần Paris. Các định nghĩa không có tạo tác cố định các phép đo ở một giá trị chính xác liên quan đến hằng số vật lý hoặc các hiện tượng bất biến khác trong tự nhiên, trái ngược với các tạo tác tiêu chuẩn có thể bị suy giảm hoặc phá hủy. Thay vào đó, đơn vị đo chỉ có thể thay đổi thông qua độ chính xác tăng trong việc xác định giá trị của hằng số được gắn với đơn vị đó.
Đề xuất đầu tiên để buộc một đơn vị cơ sở SI với một tiêu chuẩn thử nghiệm độc lập với fiat là bởi Charles Sanders Peirce (1839-1914),, người đã đề xuất xác định mét theo bước sóng của vạch quang phổ. Điều này ảnh hưởng trực tiếp đến thí nghiệm Michelson-Morley; Michelson và Morley đã trích dẫn Peirce, và cải thiện phương pháp của mình.

### Tiêu chuẩn
Ngoại trừ một vài hằng số lượng tử cơ bản, các đơn vị đo lường được lấy từ các thỏa thuận lịch sử. Không có gì vốn có trong tự nhiên chỉ ra rằng một inch phải có chiều dài nhất định, cũng không phải là một dặm là thước đo khoảng cách tốt hơn một km. Tuy nhiên, trong suốt lịch sử loài người, trước tiên là vì sự thuận tiện và sau đó là sự cần thiết, các tiêu chuẩn đo lường đã phát triển để cộng đồng có những điểm chuẩn nhất định. Luật điều chỉnh đo lường ban đầu được phát triển để ngăn chặn gian lận trong thương mại.
Các đơn vị đo lường thường được xác định trên cơ sở khoa học, được giám sát bởi các cơ quan chính phủ hoặc độc lập và được thành lập trong các điều ước quốc tế, trước đó là Hội nghị chung về Trọng lượng và Đo lường (CGPM), được thành lập năm 1875 bởi Công ước mét, giám sát Hệ thống đơn vị quốc tế (SI). Ví dụ, đồng hồ được định nghĩa lại vào năm 1983 bởi CGPM về tốc độ ánh sáng, kilôgam được xác định lại vào năm 2019 theo hằng số Planck và yard quốc tế được xác định vào năm 1960 bởi chính phủ Hoa Kỳ, Vương quốc Anh, Úc và Nam Phi chính xác là 0,9144 mét.
Tại Hoa Kỳ, Viện Tiêu chuẩn và Công nghệ Quốc gia (NIST), một bộ phận của Bộ Thương mại Hoa Kỳ, quy định các phép đo thương mại. Tại Vương Quốc Anh, vai trò này được giao cho Phòng thí nghiệm vật lý quốc gia (NPL), tại Úc do Viện đo lường quốc gia, tại Nam Phi do Hội đồng nghiên cứu khoa học và công nghiệp và ở Ấn Độ do Phòng thí nghiệm vật lý quốc gia Ấn Độ thực hiện.

### Các hệ đo lường
- Hệ đo lường quốc tế
- Hệ đo lường cổ Việt Nam

## Đơn vị và hệ thống

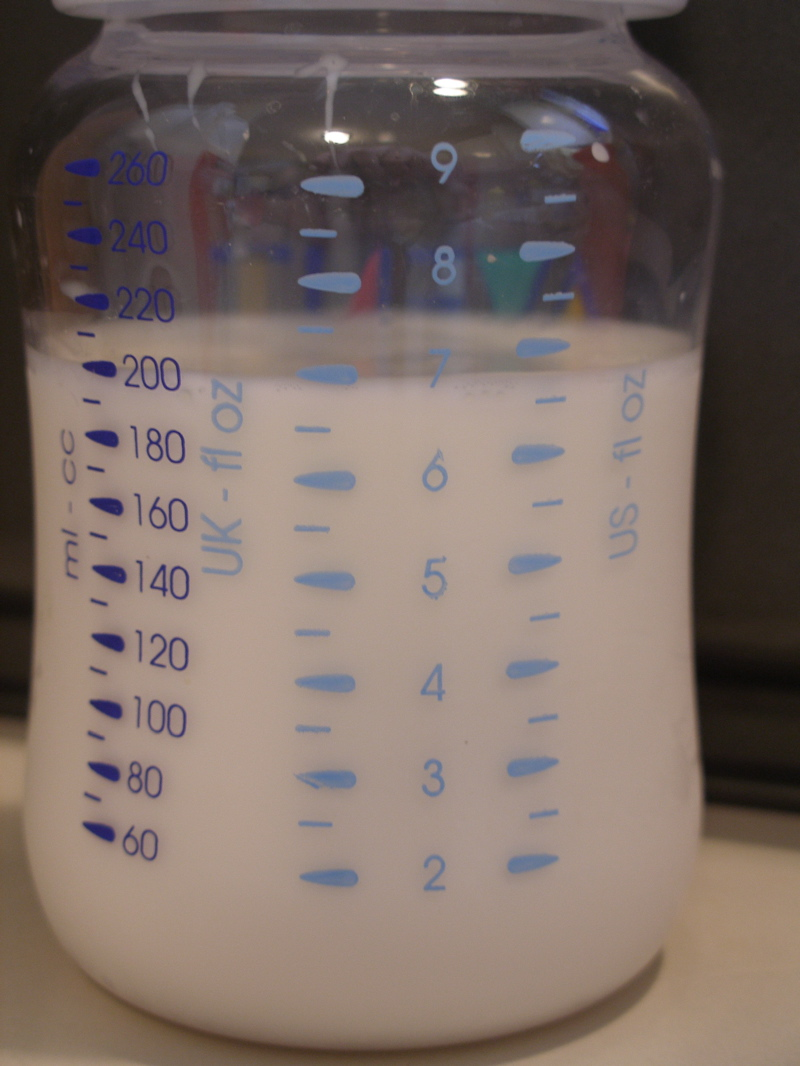
Một chai cho em bé đo theo ba hệ thống đo lường - hệ mét, hệ đo lường Anh (Anh) và phong tục Hoa Kỳ.

### Hệ thống đơn vị của Hoàng gia Anh và Hoa Kỳ
Trước khi các đơn vị SI được áp dụng rộng rãi trên toàn thế giới, các hệ thống đơn vị Anh và các đơn vị Hoàng gia sau này đã được sử dụng ở Anh, Khối thịnh vượng chung và Hoa Kỳ. Hệ thống này được gọi là các đơn vị thông thường (phong tục) của Hoa Kỳ tại Hoa Kỳ và vẫn còn được sử dụng ở nước này và ở một số quốc gia Caribbean. Các hệ thống đo lường khác nhau này đôi khi được gọi là hệ thống foot-pound-second để nhấn mạnh các đơn vị Hoàng gia về chiều dài, trọng lượng và thời gian, mặc dù ton, hundredweight, gallon, và hải lý, là khác với các đơn vị của Hoa Kỳ. Nhiều đơn vị Hoàng gia vẫn được sử dụng ở Anh, mà đã chính thức chuyển sang hệ thống với SI một vài trường hợp ngoại lệ như biển báo giao thông, vẫn đề theo đơn vị dặm. Bia tươi và rượu táo phải được bán theo đơn vị pint, và sữa trong chai có thể trả lại có thể được bán theo đơn vị pint. Nhiều người đo chiều cao của họ tính bằng feet và inch, và đo cân nặng của họ theo stone và pound. Các đơn vị hoàng gia được sử dụng ở nhiều nơi khác, ví dụ, ở nhiều quốc gia Khối thịnh vượng chung được coi là số liệu, diện tích đất được đo bằng acre và diện tích sàn tính bằng feet vuông, đặc biệt là cho các giao dịch thương mại (thay vì thống kê của chính phủ). Tương tự, xăng được bán theo gallon ở nhiều quốc gia theo hệ mét.

### Hệ mét

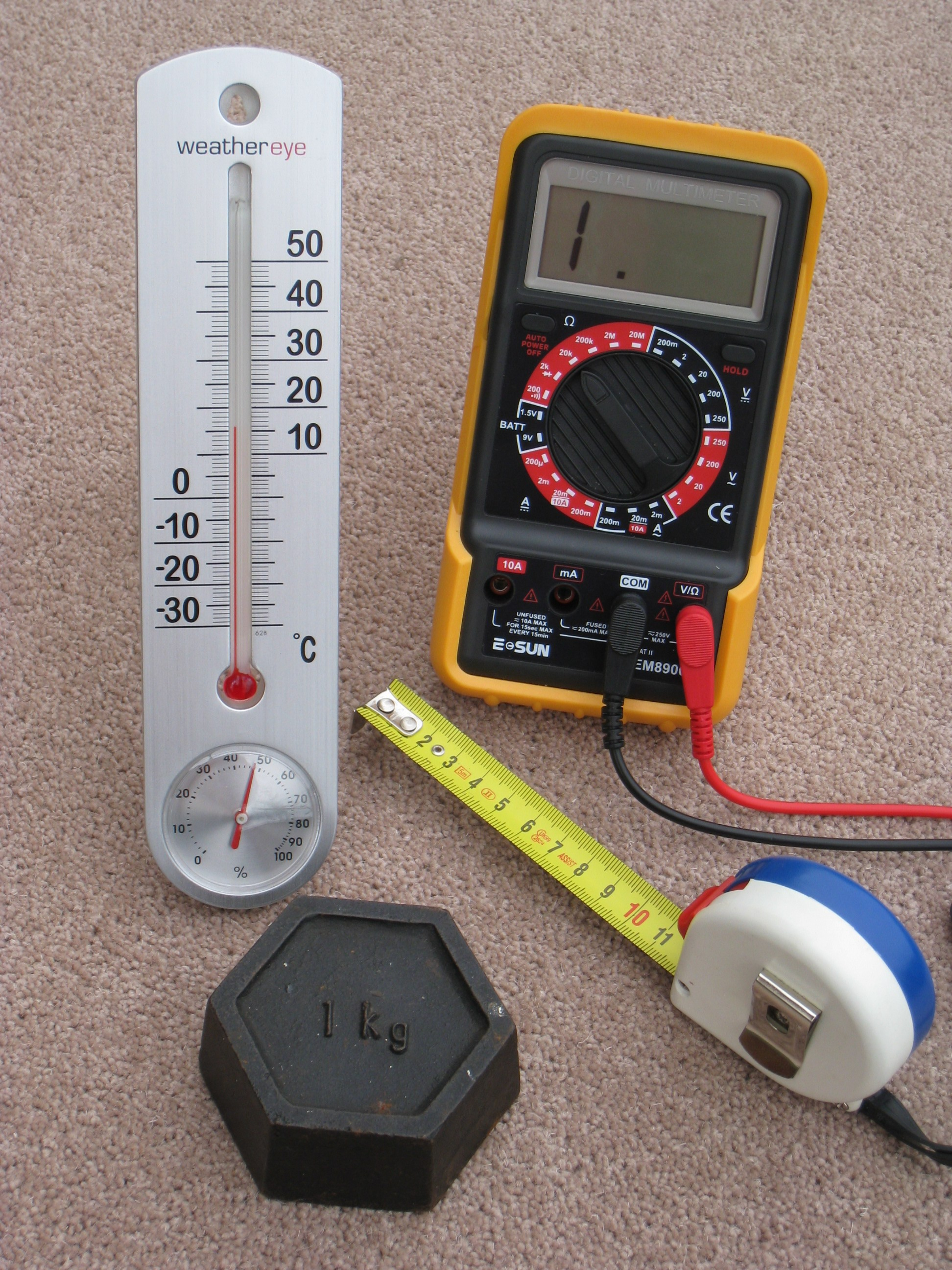
Bốn thiết bị đo có hiệu chuẩn hệ mét

Hệ mét là một hệ thống đo lường thập phân dựa trên các đơn vị đo chiều dài là mét và khối lượng là kilôgam. Nó tồn tại trong một số biến thể, với các lựa chọn khác nhau của các đơn vị cơ sở, mặc dù những điều này không ảnh hưởng đến việc sử dụng hàng ngày của nó. Kể từ những năm 1960, Hệ thống Đơn vị Quốc tế (SI) là hệ thống số liệu được quốc tế công nhận. Đơn vị đo khối lượng, chiều dài và điện được sử dụng rộng rãi trên toàn thế giới cho cả mục đích khoa học và hàng ngày.

## Khó khăn của đo lường
Việc đo lường thường xuyên được đặt trước yêu cầu giảm sai số của phép đo đến dưới mức nào đó. Thực tế việc này nhiều khi rất khó.

### Trong vật lý
Một phần của khó khăn có thể nằm trong giới hạn tự nhiên của nguyên lý bất định, nhất là khi làm việc với các vật thể vi mô (kích thước nhỏ hơn micrômét). Khó khăn có thể nằm trong giới hạn về không gian và thời gian của loài người khi nghiên cứu về các vật thể ở khoảng cách và ở thời điểm xa trong vũ trụ.

### Trong khoa học xã hội
Khó khăn có thể xuất phát từ định nghĩa khái niệm, định nghĩa phép so sánh và mục đích của đo lường. Ví dụ một số khái niệm khó đo đạc như
- kiến thức của một người
- cảm giác của một người